# Vĩnh Thuận Tây
Vĩnh Thuận Tây là xã thuộc huyện Vị Thủy, tỉnh Hậu Giang, Việt Nam.

## Địa lý
Xã Vĩnh Thuận Tây nằm ở phía tây nam của huyện Vị Thủy, có vị trí địa lý:
- Phía đông và phía nam giáp huyện Long Mỹ
- Phía tây giáp thành phố Vị Thanh
- Phía bắc giáp thành phố Vị Thanh và xã Vị Thủy.

## Lịch sử
Xã Vĩnh Thuận Tây được thành lập năm 1979 trên cơ sở một phần diện tích và dân số của xã Vĩnh Thuận Đông (huyện Long Mỹ).

## Hành chính
Xã Vĩnh Thuận Tây được chia thành 7 ấp: 1, 2, 3, 4, 5, 6, 7.